# Тобія
Тобія (ісп. Tobía) — муніципалітет в Іспанії, у складі автономної спільноти Ла-Ріоха. Населення — 79 осіб (2009).
Муніципалітет розташований на відстані близько 220 км на північ від Мадрида, 35 км на південний захід від Логроньйо.

## Демографія
Динаміка населення (INE ):

## Галерея зображень

Розташування муніципалітету